# Уистан
Уиста́н (исп. Huixtán) — посёлок в Мексике, штат Чьяпас, входит в состав одноимённого муниципалитета и является его административным центром. Численность населения, по данным переписи 2020 года, составила 1901 человек.

## Общие сведения
Название Huixtán с языка науатль можно перевести как — тернистое место.
Поселение было основано в доиспанский период.
Первое упоминание относится к 1524 году, когда жители Уистана принимали участие в обороне Чамулы от войск Луиса Марины, но были разбиты, и в 1528 году Уистан также был захвачен конкистадорами во главе с Педро Портокарреро.
В XVIII веке была построена церковь Архангела Михаила.
В 1970 году Уистан получает статус посёлка.